# Григорьева, Антонина Георгиевна
Антонина Георгиевна Григорьева (1918—1998) — советский государственный и политический деятель, председатель Ханты-Мансийского окружного исполнительного комитета.

## Биография
Родилась в деревне Богданы (ныне территория Кондинского района) в 1918 году. Член ВКП(б).
С 1937 года — на общественной и политической работе. В 1937—1985 гг.:
- заведующая отделом пионеров и школьников Ханты-Мансийского окружкома ВЛКСМ,
- учитель в Ханты-Мансийской средней и Березовской семилетней школах,
- инструктор, заведующая отделом Кондинского райкома партии,
- редактор Кондинской, Микояновской районных газет,
- секретарь Октябрьского райкома КПСС,
- зав. отделом культуры Октябрьского райисполкома Совета народных депутатов,
- председатель Сургутского райисполкома,
- председатель Ханты-Мансийского окружного Совета народных депутатов.

Избиралась депутатом Верховного Совета СССР 7-го созыва, Верховного Совета РСФСР 9-го и 10-го созывов.
Умерла в 1998 году в Сургуте.